# یوکی فوروکاوا
یوکی فوروکاوا (انگلیسی: Yuki Furukawa؛ زادهٔ ۱۸ دسامبر ۱۹۸۷) بازیگر اهل ژاپن است.